# Lasioglossum cocos
Lasioglossum cocos är en biart som först beskrevs av Gregory B. Pauly och Munzinger 2003.  Lasioglossum cocos ingår i släktet smalbin, och familjen vägbin. Inga underarter finns listade i Catalogue of Life.

## Bildgalleri

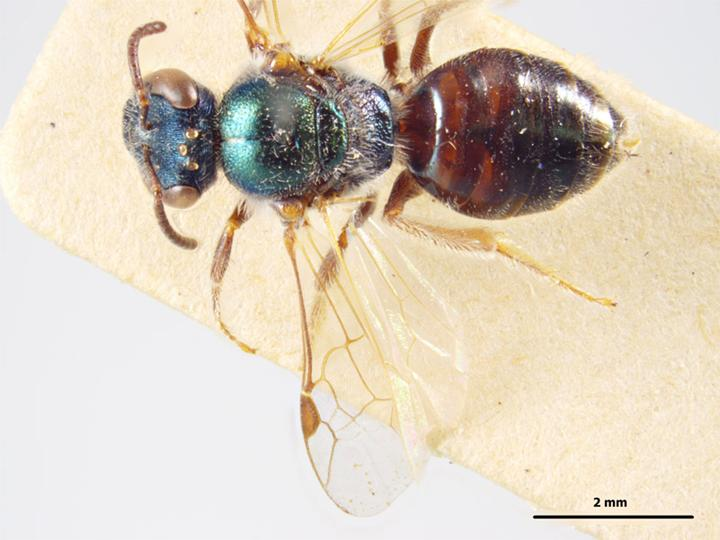